# Краєзнавство. Географія. Туризм
«Краєзнавство. Географія. Туризм» — українська газета для вчителів географії. 

## Історія та опис
Засноване у вересні 1996 як «Краєзнавство та шкільний туризм» видавництвом «Перше вересня» з ініціативи Асоціації вчителів географії України та за сприяння Міністерства освіти і науки України, НАПНУ. З 1997 року — сучасна назва. Виходить українською мовою двічі на місяць. Тираж — 3805 примірників.
Уміщує матеріали про вивчення географії у школі, інноваційні методики вчених, перспективний досвід учителів, краєзнавчі дослідження і туристичні маршрути. Публікує розробки уроків та позакласних заходів, тематичні номери про регіони України, країни, компоненти природи й об'єкти Землі, повідомлення про видатні географічні події та відкриття, конференції, семінари, турніри з географії, олімпіади, конкурси. 
Рубрики — «Актуальна тема», «Досвід», «Міста України», «Олімпіади. Туризм. Конкурси», «Позакласна робота», «Стежками рідної Землі», «Турорганізатор», «Це цікаво», а також «Освіта після уроків», «Педагогічна майстерня», «Тематичний контроль», «Постать». Має спецвипуск «Шкільний туризм», а також електронну версію, яка містить новий ілюстративний та фактичний матеріал.
Головний редактор — В. Серебрій.